# Athyrium cyclolepis
Athyrium cyclolepis là một loài dương xỉ trong họ Athyriaceae. Loài này được C. Chr. & Tardieu mô tả khoa học đầu tiên năm 1934.
Danh pháp khoa học của loài này chưa được làm sáng tỏ. 